# Haarverlängerung

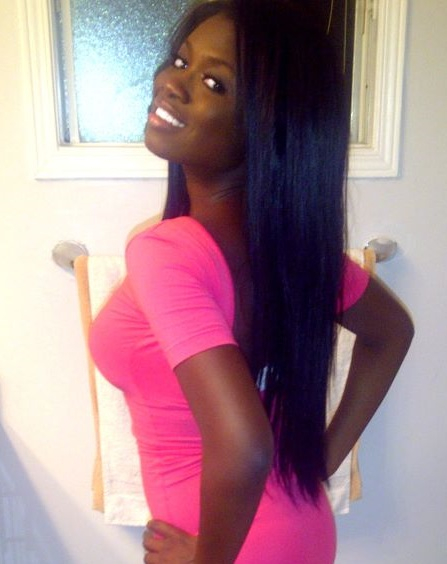
Haarverlängerung mit Echthaar

Haarverlängerung ist eine Bezeichnung für verschiedene Methoden, das Eigenhaar am Kopf durch fremde Echt- oder Kunsthaarsträhnen kräftiger und länger erscheinen zu lassen. Der englische Fachbegriff lautet Hair Extensions. In Deutschland wird diese Dienstleistung aufgrund Bestimmungen der Handwerkskammer hauptsächlich von Friseuren angeboten. In einigen Bundesländern erteilen Handwerkskammern jedoch auch berufsfremden Personen „Ausnahmebewilligungen beschränkt auf Haarverlängerung“.

## Haararten

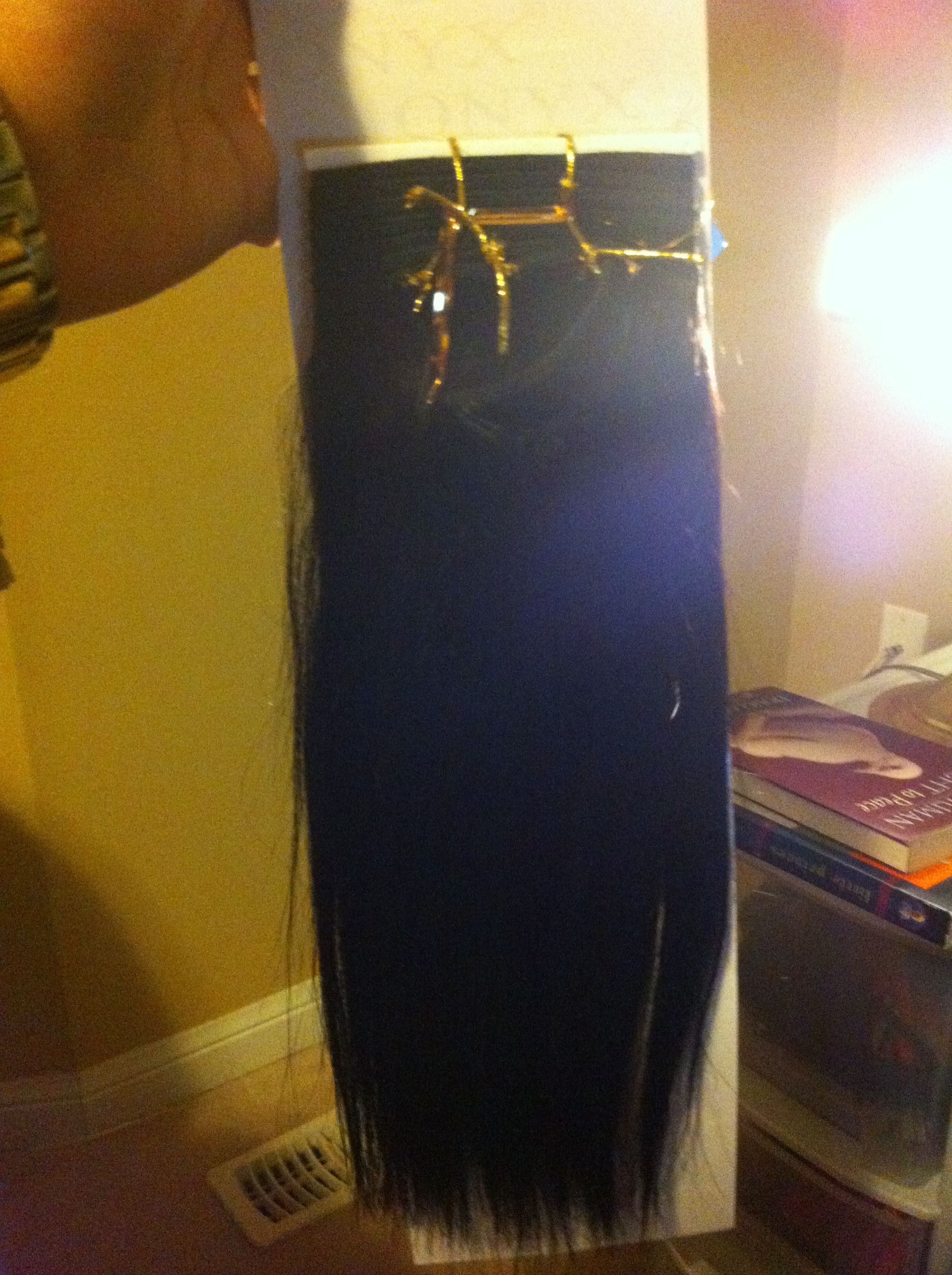
Premiumhaar

### Echthaar
Am besten geeignet ist unbehandeltes, europäisches Schnitthaar. Dieses kommt meistens aus osteuropäischen Ländern wie der Ukraine oder Belarus. Weil es aber in dieser Qualität in zu geringer Menge verfügbar ist, wird in den meisten Friseursalons Schnitthaar aus Indien  verwendet, das durch Vorbehandlung dem europäischen Haar farblich angepasst wird. Zuerst wird das Haar gebleicht, damit es die ursprüngliche Farbe verliert, anschließend folgt die Färbung mit gewöhnlicher Textilfarbe – somit verwäscht sich die Farbe nicht. Das indische Haar ist aufgrund der genetischen Verwandtschaft der Konsistenz des europäischen Haares am ähnlichsten. Der Grund dafür ist der elliptische Querschnitt, der sehr ähnlich dem des europäischen Haares ist. Aus Indien stammen große Mengen an Haar, da dort traditionell hinduistische Pilger ihr Haar als Opfergabe darbringen. Dieses Haar wird häufig auch „Tempelhaar“ genannt, da diese rituelle Opferung des Haares zumeist an Tempeln stattfindet.
Die Anforderungen an das Echthaar sind groß, soll es eine hohe Qualität haben: Zum einen sollte die Ausrichtung erhalten bleiben, sodass alle Haarspitzen und alle Haarwurzeln zusammen sind. Mit der richtigen Ausrichtung bleibt auch die Schuppenschicht der Haare erhalten, wodurch die Haare natürlich geschützt werden und so länger haltbar sind. Zum anderen sollte die natürliche Haarfarbe weitestgehend erhalten bleiben, damit ein Haar nicht zu viele Farbschichten aufweist und das Haar generell eine höhere Qualität besitzt. Solch hochwertiges Haar wird auch Remi-Haar (oder auch Remy-Haar) genannt. In der Haarindustrie wird auch das letzte Haar verarbeitet: Selbst minderwertiges oder bei der Herstellung von hochwertigem Zweithaar ausgekämmtes Haar wird weiterverwertet. Dieses ist dann qualitativ minderwertig und wird auch dementsprechend gekennzeichnet. Bei diesem Haar wird die Schuppenschicht in einem Säurebad abgezogen, damit das Haar nicht verfilzt oder nach dem Bürsten wie toupiert aussieht. Indische Frauen färben ihr Haar nicht mit den uns bekannten Haarfarben, in denen Oxidantien, wie Wasserstoffperoxid, enthalten sind, sondern benutzen zumeist Henna-Färbungen, die aus Pflanzenfarben bestehen. Diese greifen das Haar zwar nicht so sehr an, sind aber schwer aufzuhellen, weshalb so gefärbtes Haar ebenfalls als minderwertig einzustufen ist.

### Synthetikhaar
Synthetisch hergestelltes Haar ist herstellungsbedingt kostengünstiger und wird daher für preiswertere Arbeiten verwendet. Beim Synthetikhaar werden zwei Haararten unterschieden: das Kunsthaar und das Kanekalon-Fiber-Haar. Beide Arten werden komplett synthetisch hergestellt, unterscheiden sich aber in ihren Merkmalen. Während Kanekalon-Fiber-Haar sehr hochwertig ist und sowohl gewaschen, geföhnt, gelockt als auch geglättet werden kann, ohne zu verschmoren, ist dies mit Kunsthaar nicht möglich. Dieses kann nicht einmal mit Wasser gewaschen werden – dazu wird ein Trockenshampoo benötigt. Zudem verfilzt Kunsthaar sehr schnell. Synthetikhaar kann generell nicht gefärbt werden.

## Arbeitsweise
Bei einer Haarverlängerung wird fremdes Haar (Kunsthaar oder Echthaar) in das eigene Haar mittels verschiedener Methoden integriert. Es gibt warme Methoden, bei denen in irgendeiner Form Hitze verwendet wird, und kalte (auch mechanische) Methoden. Bei den kalten Methoden erfolgt die Befestigung durch Kunststoff-Verbindungen, Metall-Verbindungen, Clips, Klebestreifen oder durch Einflechten oder Einnähen. Eine weitere Möglichkeit ist die Einarbeitung von Tressen, bei der reihenweise gearbeitet wird. Die Befestigung findet vor allem am Hinterkopf statt, damit genügend Eigenhaar vom Oberkopf über die Verbindungsstellen fällt.
Beim Anmodellieren mit Wärme werden Wärmezange, Hot Pod, Hot Gun, Shrinkies (Schrumpfschläuche), Wachs, thermoplastischer Kunststoff oder eine Silikonbasis bei etwa 190–200 °C benutzt, bei Ultraschall werden Bondings auf molekularer Ebene kurzzeitig erwärmt. Auch Luftdruck- oder Laserbehandlungen gehören zu den warmen Methoden einer Haarverlängerung.
Häufig hört man den Begriff „Keratin“ in Verbindung mit Haarverlängerungen und Bondings. Der Begriff ist aber so nicht richtig, denn bei der Klebeverbindung bei Bondings handelt es sich um einen thermoplastischen Kunststoff, nicht um Keratin. Der Begriff wird verwendet, um Kunden zu suggerieren, dass es sich bei dem Kleber um einen Stoff handelt, der auch im menschlichen Haar vorkommt.

### Dauer
Die Haltbarkeit einer Haarverlängerung variiert sehr stark und ist abhängig von der verwendeten Methode, der Qualität des eingearbeiteten Haares und dem Haarwuchs der Trägerin oder des Trägers. Durchschnittlich wächst das menschliche Haar etwa einen Zentimeter pro Monat. Während kostengünstiges Zweithaar in der Regel nur einmal getragen werden kann, ist es möglich hochwertiges – unabhängig von der Methode – neu aufzubereiten und nochmals zu tragen. Haarverlängerungen, die mit warmen Methoden oder der Microring-Methode durchgeführt wurden, können etwa drei Monate getragen werden. Bei guter Qualität und abhängig von den Frisurgewohnheiten können die Extensions sogar bis zu sechs Monaten in den Haaren bleiben. Wichtig ist nur, dass die Bondings halten und sich die Verbindungsstellen gut abdecken lassen.
Bei vielen Methoden der Haarverlängerung, wie Wefts und Tressen, geschieht dies durch „Hochsetzen“ der Verlängerungen. Nach etwa vier bis sechs Wochen sind die Haare so lang gewachsen, dass die Verbindungsstellen wieder sichtbar sind, daher werden die Extensions entfernt und wieder weiter oben in das Kopfhaar eingesetzt. Je nach Haartyp fallen nach etwa sechs Monaten meist so viele Eigenhaare durch den normalen Haarausfall (bis 100 Haare pro Tag) aus, dass die Eigenhaarsträhne im Verhältnis zur Zweithaarsträhne so dünn geworden ist, dass diese nicht mehr gehalten werden kann und herunterfällt. Sie fällt hier nicht einfach heraus, sondern kämmt sich meist heraus, indem sie an den Borsten des Kamms hängen bleibt und sich dann einfach herausziehen lässt.
Die Haltbarkeit der Extensions kann sich aber auch drastisch verkürzen, wenn die Haare nicht richtig gepflegt werden. Inhaltsstoffe von vielen Pflegemitteln sind für die Verbindungen der Haarverlängerungen nicht geeignet. Dies sind beispielsweise Alkohol und Öle. Alkohol und Öl greifen die Verbindungsstellen der Bondings an und machen diese brüchig oder klebrig. Daher empfiehlt es sich auf Pflegemittel, die Öl oder Alkohol enthalten komplett zu verzichten oder das Mittel nur in Längen und Spitzen anzuwenden, sodass die Bondings bei der Pflege ausgespart werden.
Viele Friseure und Hersteller werben mit einer Tragedauer von mehr als sechs Monaten, bis die Haarverlängerung entfernt oder erneuert werden muss. Diese Zahl ist unrealistisch, da die Bondings sich dann schon fast auf Kinnhöhe befänden und nicht mehr verdeckt werden könnten. Eine gute Pflege vorausgesetzt, ist das Verfilzen von Zweithaar nicht zu erwarten, es muss lediglich vor dem Austrocknen bewahrt werden. Für das Bürsten der Haare mit Extensions werden spezielle Bürsten verwendet, die flexible Borsten haben und so das Bonding aussparen. Die Einarbeitung der Strähnen oder Tressen dauert je nach angewandter Methode und verwendeter Haarmenge unterschiedlich lang. Im Durchschnitt kann man von einer Einarbeitungszeit von zwei bis vier Stunden ausgehen.

### Methoden

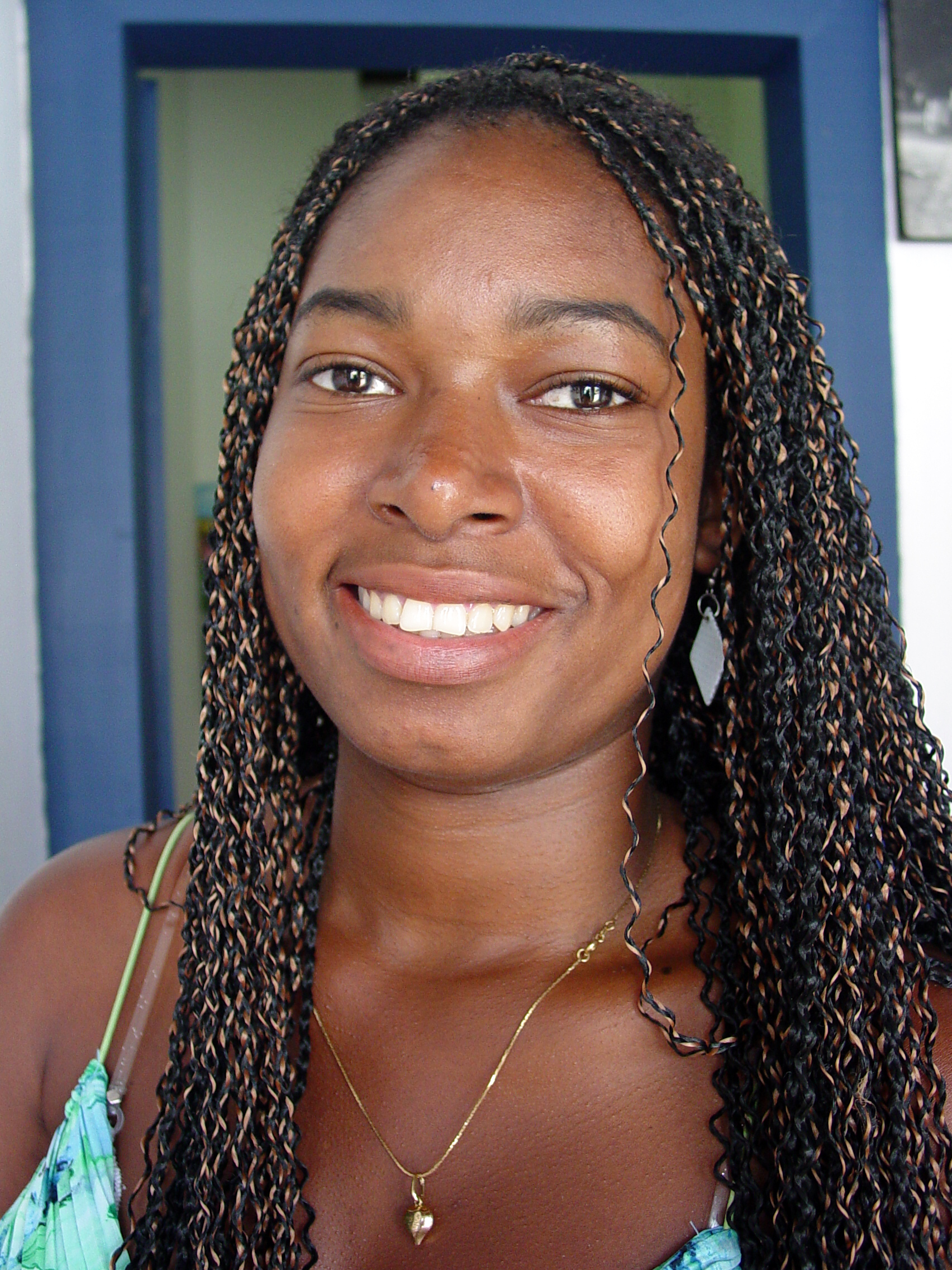
Geflochtene Farbsträhnen

Grundsätzlich können die vielen verschiedenen Methoden zur Haarverlängerung in zwei Gruppen unterteilt werden, in die warme und kalte oder mechanische Methode.
Bei der warmen Methode wird Wärme – in irgendeiner Form – verwendet, um das Eigenhaar mit den einzuarbeitenden Haarsträhnen zu verbinden. Bei Laser- oder Ultraschallmethoden beispielsweise kommt keine direkte Hitze zum Einsatz, die Methoden zählen aber dennoch zu den warmen Methoden. Als Verbindungsstoff wird meist ein thermoplastischer Kunststoff verwendet. Das Lösen der Verbindung geschieht mittels vergälltem Ethanol, welcher die Klebestellen wieder auflöst.
Bei der kalten Methode werden die Eigenhaare mit den Haarsträhnen durch Metall- oder Kunststoffhülsen rein mechanisch verbunden. Die Verbindung ist rasch hergestellt und hält sehr fest. Das Lösen der Verbindung ist oft sehr einfach, da nur die Hülsen entfernt werden müssen und keine Kleberrückstände am Haar verbleiben. Jedoch sind diese Hülsen, im Gegensatz zu thermoplastischen Klebstoffen, hart und können speziell beim Liegen als störend empfunden werden. Eine weitere Besonderheit der Hülsen ist, dass sie im Innern mit einer Gummierung oder Silikon ausgestattet sind, damit die Eigenhaare nicht vom blanken Metall abgedrückt werden und an dieser Stelle brechen könnten. Es gibt bei beiden Methoden – warm und kalt – wiederum Praktiken, bei denen einzelne Strähnen mit wenigen Millimetern Durchmesser verarbeitet werden, und Methoden, die ganze Haar-Tressen von mehreren Zentimetern Breite verarbeiten.

#### Einzelsträhnen
Bei den folgenden Methoden werden nur einzelne Haarsträhnen verwendet, die in ihrer Breite und Fülle ungefähr gleich sind. Kalte und warme Methoden sind hier vermischt.
Tape Extensions System
Bei dieser Methode werden zwei Tapes mit je einer Strähne an einer Strähne des eigenen Haares angebracht. Ein Tape wird unterhalb der Eigenhaarsträhne platziert, das andere wird passgenau oberhalb der Eigenhaarsträhne auf das untere Tape geklebt. Aus diesem Vorgehen leitet sich auch der Begriff der Sandwich-Methode ab, da das Eigenhaar zwischen den beiden Tapes und den daran befestigten Extensions liegt. Das Tape Extensions System ist im Vergleich zu anderen Methoden besonders schonend zum Eigenhaar und verursacht weder beim Einsetzen der Extensions noch beim Herausnehmen der Haarverlängerung oder Haarverdichtung Haarbruch. Auch ein Säuberungsschnitt ist nicht notwendig. Mit dem Tape Extensions System können vollständige Haarverlängerungen und Haarverdichtungen in unter einer Stunde erfolgen. Als Erfinder des Tape Extensions Systems gilt Günter Alex, Gründer und einer von zwei Geschäftsführern der deutschen hairtalk GmbH, der die Methode 2005 entwickelte und etablierte.
Bonding MethodeBei der Bonding Methode wird das Haar in einzelnen Strähnen verarbeitet und mithilfe der Keratinplättchen eingeschweißt. Die einzelnen Haarbündel fassen je nach Methode mehrere hundert Haare. Die einzelnen Haare einer Strähne sind am oberen Rand miteinander verbunden. Diese Verbindungsstellen nennt man Bondings. Sie dienen der Verbindung mit dem Eigenhaar und bestehen aus einem thermoplastischen Polymer, das mittels einer Wärmezange erwärmt wird. Das Material der Verbindungsstelle wird dadurch zähflüssig (wie Honig) und kann um das Eigenhaar gedreht werden. Das Bonding-Material härtet danach sofort wieder aus. Die entstehenden Verbindungsstellen sind rund. Es handelt sich hierbei um eine warme Methode.
Air Pressure SuperbondBei dieser Verarbeitungsmethode werden die Strähnen nicht einzeln, sondern in Sets von bis zu zehn Stück verarbeitet. Die Strähnen sind auf einer Folie aufgebracht, die per Luftdruck auf das Eigenhaar gedrückt wird. Die dabei entstehenden Verbindungsstellen sind flach.
High Speed Selector (Dual Power)Bei dieser Methode werden alle Strähnen einzeln von Hand eingearbeitet. Die Verbindungsstellen auf den Haarsträhnen (Bondings) bestehen aus einem thermoelastischen Polymer das mit Hilfe einer Wärmezange erwärmt wird. Das Material der Verbindungsstelle wird dadurch zähflüssig und kann um das Eigenhaar gedreht werden. Das Bonding-Material härtet danach sofort wieder aus. Die entstehenden Verbindungsstellen sind rund.
Laserbeamer XPMit dem vollautomatisch arbeitenden Gerät werden bis zu acht einzelne Strähnen gleichzeitig eingearbeitet. Die Verbindungsstellen aus einem thermoplastischen Polymer werden in einem Arbeitsgang nacheinander erhitzt, mit dem Eigenhaar verbunden und zum schnellen Aushärten abgekühlt. Die entstehenden Verbindungsstellen sind flach und sehr schmal. Die Laserbeamer-XP-Methode gibt es nur vom Hersteller Hairdreams. Hier handelt es sich ebenfalls um eine warme Methode.
EasyhairDoppelt kunststoffbeschichtete Metallhülsen aus Reinstkupfer (Durchmesser 1,5 mm, 8 mm lang) in verschiedenen Farben werden in patentiertem Verfahren doppelt gefaltet, dadurch sind diese extrem klein und dünnwandig. Diese kalte Methode zählt zu jenen mit den kleinsten Verbindungsstellen. Durch die Spezialbeschichtung ist dieses Verfahren sehr haarschonend und lange haltbar. Das System wurde vom österreichischen Unternehmen Blond & Braun entwickelt und wird  weltweit vertrieben. Auch die entsprechenden Echthaare (Euromischhaar) werden vom Unternehmen selbst gefertigt und zugeliefert. In den USA wird das Produkt unter dem Label eurolocs verkauft.
MicroringKleine Metallringe (ca. 3 mm breit, Durchmesser 2–4 mm), die mit einer Kunststoffschicht überzogen sind, die der Haarfarbe entspricht. Die Rundbondings am Ende der Extensions werden am Haaransatz, mithilfe einer Nadel, in diese Ringe eingeführt, dann werden die Ringe mit einer Zange kurz fest zusammengedrückt und geben so über mehrere Monate Halt. Microrings werden für mechanische beziehungsweise kalte Methoden verwendet.
Loop ExtensionsDie Loop-Extensions-Methode funktioniert ähnlich wie die Microring-Methode. Hierbei ist aber keine Nadel notwendig, da sich an der Zweithaarsträhne eine Schlaufe befindet, über welche das Eigenhaar in der Hälfte der zu angebrachten Strähnenmenge durchgezogen wird. Anschließend wird auch hier der Ring mit einer speziellen flachen zip&go Zange fest zusammengedrückt.
EurolocksMethode wie bei Microring, nur sind die Eurolocks bis zu 1 cm lang und durch die größere Oberfläche auch etwas haltbarer als die Microrings, können aber auch z. B. beim Liegen durch die Größe als störend empfunden werden.
ShrinkiesHier werden die Rundbondings am Ende der Extensions am Haaransatz in rund 1 cm lange durchsichtige Schrumpfschläuche (Shrinkies) gesteckt. Diese werden bei 80–120 °C mit dem Connector erwärmt, bis sich die Shrinkies so weit zusammengezogen haben, dass sie über mehrere Monate Halt geben. Diese Methode zählt zu den warmen Methoden.
UltraschallObwohl beim Ultraschall keine direkte Hitze verwendet wird, handelt es sich hierbei um eine warme Methode. Die Ultraschallwellen verändern die Moleküle des thermoplastischen Kunststoffs und somit die Konsistenz dessen. So wird das Zweithaar fest mit dem Eigenhaar verbunden. Durch erneute Ultraschallbehandlungen können die Verbindungsstücke, welche Eigenhaar und Echthaar zusammenhalten, wieder gelöst werden.
Brasilianische MethodeEigenhaarsträhnen werden mit Fremdhaarsträhnen mit einem elastischen Nähfaden oder elastischem Polymer umwickelt. Vorteil für das Haar ist die fehlende Hitzeeinwirkung, stabiler Halt, Verwendung von etwas günstigerem hochwertigem Schnitthaar und punktuell variierbare Strähnenlänge sowie -dicke. Preis hierfür ist die relativ lange Einarbeitungszeit.
Hot Pod MethodeBei der warmen Hot Pod Methode werden keine vorgefertigt zusammenhängenden Haarverlängerungen verwendet, sondern lose Haare. Eine kleine Menge der Haare wird jeweils zu einer Strähne zusammengenommen und in den sogenannten Hot Pod getaucht. Im Hot Pod wird thermoplastischer Kunststoff in Form von Granulat zum Schmelzen gebracht. Die honigartige Masse hält nicht nur die losen Haare der Haarverlängerung zusammen, sondern dient auch als Halteverbindung mit dem Echthaar. Diese Methode war eine der ersten Methoden auf dem Markt der Haarverlängerungen und wurde zunehmend von der Bonding Methode abgelöst, da die Arbeit durch das fertige Bonding einfacher ist. Die Hot Pod Methode ist dennoch aktuell.
Hot Gun MethodeDie Hot Gun Methode ist der Hot Pod Methode sehr ähnlich. Der einzige Unterschied ist, dass es bei der Hot Gun Methode keinen Topf mit flüssigem Kunststoff gibt, sondern die Hot Gun. Diese funktioniert wie eine Heißklebepistole: Der Kunststoff wird in Form eines Sticks in die Pistole gegeben und darin geschmolzen. Die lose Zweithaarsträhne wird dann mit dem flüssigen Kunststoff aus der Öffnung benetzt und dann auf dem Eigenhaar angebracht.

#### Tressen
Bei den nun folgenden Methoden werden ganze Haartressen verarbeitet, die deutlich breiter sind als die einzelnen Haarsträhnen. Kalte und warme Methoden sind hier ebenfalls vermischt.
Clip ExtensionsDie so genannten Clip-in Extensions sind eine besonders schnelle Art, um sich die Haare zu verlängern. Sie werden einfach im Haar festgeklemmt. Die Clips sind jeweils farblich an die Haarfarbe angepasst, sodass diese nicht auffallen. Profis toupieren die Ansätze des Eigenhaares vor dem Anbringen der Extensions, damit die Haarverlängerung besser und länger hält. Es gibt sie entweder aus Echthaar oder aus Synthetikhaar. Sie sind in vielen Farbvariationen erhältlich, lassen sich (als Echthaar) färben, schneiden, toupieren und in Locken legen und sind dabei schonend für das Eigenhaar.
Skin Weft(Klebemethode) Hier werden Haare, die auf ein feines PU-Band genäht sind, mittels Klebestreifen (Tapes) am Kopf befestigt. Diese Methode ist gut selbstständig einbaubar und schädigt das Haar nicht. Es ist gerade für Personen von Vorteil, die lichtes oder dünnes Deckhaar haben, da die Skin Wefts am Oberkopf bei richtigem Einbau nicht erkennbar sind.
TressenDiese sind ähnlich wie Skin Wefts, haben jedoch einen maschinentressierten Rand, der etwas dicker ist als bei den Skin Wefts. Jedoch eignen sie sich hervorragend um mehr Volumen auf dem Kopf zu erreichen. Sie sind aber am Oberkopf bei lichtem Deckhaar leichter zu erkennen, falls der Einbau nicht ideal verlaufen ist. Aus Tressen können sogar selbst maßgeschneiderte Clip In Sets zusammengestellt werden, die sich dann wie Microrings anbringen lassen. Dazu müssen sie nur auf die gewünschte Länge geschnitten und auf einem Clip angenäht werden.
WeavingBei dieser Methode werden Echthaartressen dauerhaft am Eigenhaar befestigt. Meist wird ein eng an der Kopfhaut geflochtener Zopf als Basis verwendet und die Tressen dann mit einem speziellen Garn an dem geflochtenen Zopf, dem sogenannten Cornrow, angenäht. Dies passiert dann je nach Eigenhaarfülle in mehreren Partien untereinander.

#### Ethnische Methoden
Die folgenden Methoden eignen sich auch für das Haar afrikanischstämmiger Träger und sind z. B. bei Afroamerikanerinnen populär, die sich nicht nur längeres, sondern auch glatteres, leichter frisierbares Haar wünschen. Häufig wird auch farbiges Fremdhaar verwendet. Alle folgenden Methoden basieren eher auf Handarbeit als auf modernen industriellen Befestigungstechniken. Wenn das Fremdhaar durchgeflochten wird, werden die Enden häufig mit kochendem Wasser versiegelt.
Invisible Braids und Micro BraidsBei dieser Technik wird ein sehr feiner Strang Kunst- oder Echthaar mit einem ebenfalls extrem dünnen Eigenhaarstrang dreisträngig von Hand verflochten. Der dem Eigenhaar hinzugefügte Strang wird abschließend verknotet. Bei Invisible Braids ist die Flechtstrecke nur etwa 2½ cm lang. Bei Micro Braids ist sie deutlich länger.
Tree BraidsBei dieser Methode wird Fremdhaar ohne weitere Befestigungsmittel in feine Cornrows eingeflochten. Gemeinhin sind diese Zöpfe auch als Rasta Zöpfe bekannt.
Senegalese TwistsBei diesen Techniken wird das Fremdhaar gemeinsam mit dem Eigenhaar in zwei Strängen (mit gleicher Drehrichtung) so gezwirnt, dass die beiden Stränge sich wie eine Kordel fest umeinander drehen. Wenn die Stränge nur hauchdünn sind, spricht man von Micro Twists. Diese fallen natürlicher und sind länger haltbar, erfordern aber weitaus mehr Arbeit als Senegalese Twists. Beide Techniken werden oft auch nur mit dem Eigenhaar ausgeführt.

#### Weitere Methoden
Clip In PonytailDabei handelt es sich um mehrere Haarsträhnen die zu einem Zopf an einem Gummiband gebunden sind. Diese Art der Haarverlängerung nutzen Frauen mit mittellangem Haar, um einen Zopf tragen zu können.
Lose SträhnenDiese sind oft intensiv gefärbt und werden als Akzente zusammen mit dem eigenen Haar zu Zöpfen geflochten.
Dread LocksBei Dread Locks wird das Eigenhaar absichtlich vom Ansatz bis hin zur Spitze verfilzt. Häufig werden hier auch Echthaar oder Kunsthaar mit eingearbeitet, damit die Dreads noch dicker werden. Für die allgemeine Verarbeitung gibt es mehrere Methoden und Möglichkeiten.